# Роґойни (гміна Свентайно)
Роґойни (пол. Rogojny, нім. Rogonnen) — село в Польщі, у гміні Свентайно Олецького повіту Вармінсько-Мазурського воєводства.
Населення — 116 осіб (2011).
У 1975-1998 роках село належало до Сувальського воєводства.

## Демографія
Демографічна структура станом на 31 березня 2011 року:
|          | Загалом | Допрацездатний вік | Працездатний вік | Постпрацездатний вік |
| -------- | ------- | ------------------ | ---------------- | -------------------- |
| Чоловіки | 60      | 10                 | 45               | 5                    |
| Жінки    | 56      | 18                 | 31               | 7                    |
| Разом    | 116     | 28                 | 76               | 12                   |